# コンタークト5

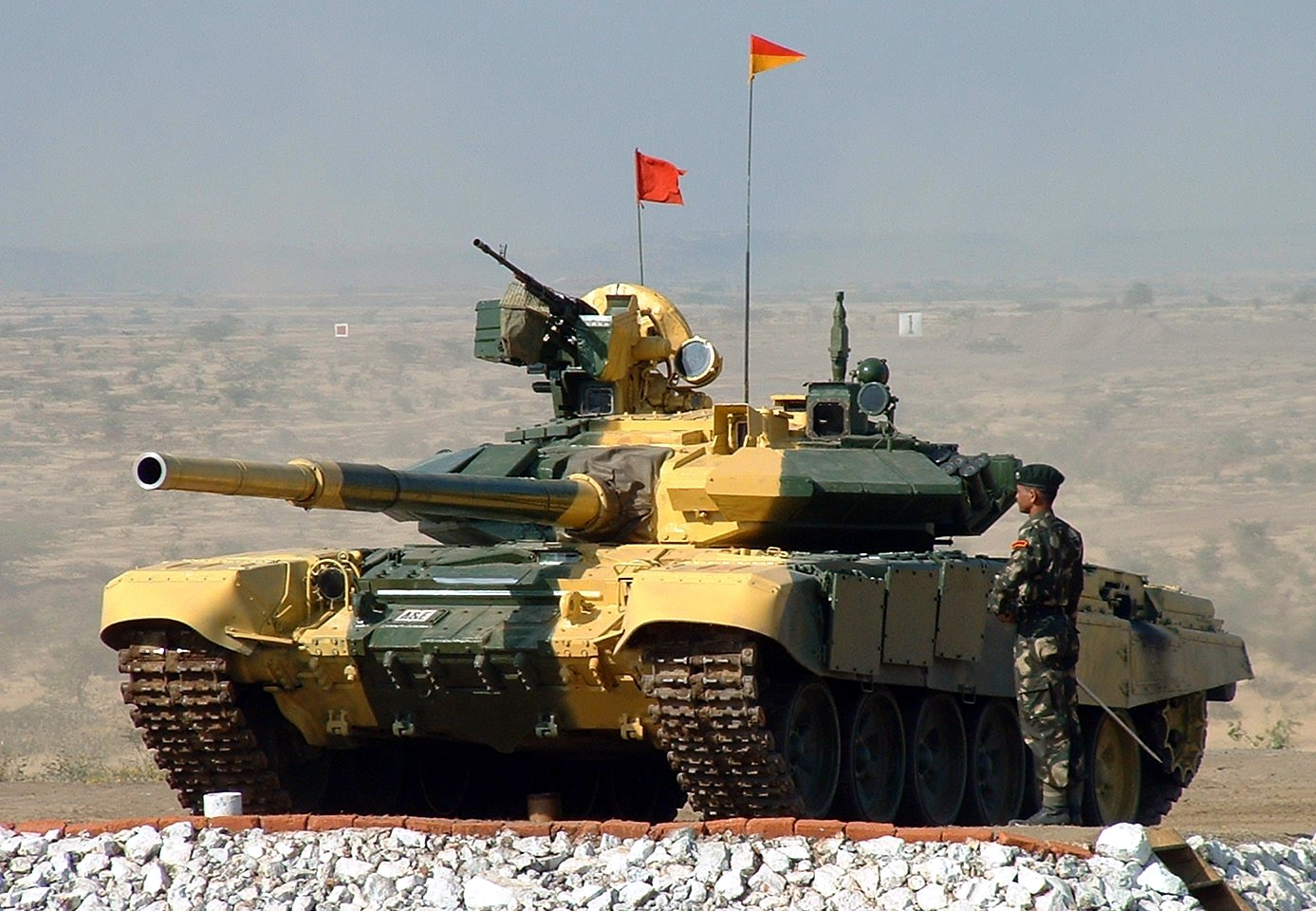
コンタークト5を装着したインド軍のT-90

コンタークト5（ロシア語：Контакт-5カンタークト・ピャーチ；Kontakt-5）は、ロシア連邦で開発された爆発反応装甲である。この種の装甲としては、第2世代に分類される。

## 概要
T-80、T-90などの最新のロシア製戦車に装着されている。これを装備した車両は砲塔がホタテガイのように見えることで容易に識別できる（ドイツのレオパルト2A6、日本の10式戦車、イスラエルのメルカバMk.4も同様の外観であるが、目的・作用はまったく異なる）。
従来の爆発反応装甲は、成形炸薬弾に対して極めて有効であるが、APFSDSのような運動エネルギー弾頭に対してはほとんど効果がないとされる。一方で、コンタークト5はAPFSDSに対しても防御効果を発揮するとされるのが大きな特長である。
コンタークト5の構造は、複数枚の丈夫な金属板（15mm厚の鋼板とされる）で爆薬をサンドイッチしたようになっており、水平面（砲弾の予想進入角度）に対して30-50度程度傾けて設置されている。砲弾が命中し爆薬が起爆すると、外側の金属板は爆圧によって斜め方向に射ち出される。これが成型炸薬弾のメタルジェットを斜めに拡散させるように働き、APFSDSの侵徹体に対しては強い横方向の力を与えることでこれを破断ないし粉砕する（侵徹体は非常に細長く硬い材質でできているため、横方向の力に対して脆い）。粉々になった侵徹体の破片は、装甲に対する貫通力を完全に失っている。
また、通常の爆発反応装甲を貫通するためのタンデム成型炸薬弾に対しても、丈夫な15mm鋼板によってサブ弾頭を起爆させてしまうことによって、弾頭の無力化が見込めるようである。
コンタークト5の有効性は、ドイツ連邦軍とアメリカ陸軍によってテストされており、ドイツの試験では、T-72に装着されたコンタークト5は120mm DM-53 APFSDSを文字通り「粉砕」した。また、アメリカ陸軍の試験では、ペンタゴンのJane's IDR担当官Leland Nessが「T-72戦車に装着された場合、実質的にM1エイブラムスのM256 120mm砲から発射されるM829 APFSDSに対して完全な防御力を持つ」と報告している。もちろんこれは、砲弾がT-72の前面の60%を覆うコンタークト5に命中した場合の話である。
より新しいAPFSDS、例えばアメリカ軍のM829A2、M829A3などは、コンタークト5のような新型の爆発反応装甲に対応できるように設計されている。M829A2はコンタークト5そのものに対応して急遽開発された弾頭であり、M829A3は将来のより進歩した装甲をも視野に入れて開発された弾頭である。
コンタークト5は、APFSDSに対してはRHA換算250mm相当、成型炸薬弾に対してはコンタークト1と同等のRHA換算850mm~900mm相当の防御効果が付加できるようである。
コンタークト5には発展型の「カークトゥス」（「サボテン」の意味）装甲が存在する。これは、現在のところプロトタイプのチョールヌィイ・オリョールMBTに装着されていることが確認されているのみである。このほか、ロシアでは改良型のコンタークト5とコンタークト5の派生型である「レリークト」（「遺存種」のこと）が開発された。また、ウクライナでは独自の発展型「ニージュ」（「ナイフ」の意味）が開発され、車両部品の全国産化に寄与している。これらは、いずれもカークトゥスよりは能力の劣るものと目されているが、資料によって情報はまちまちである。

## 装備する戦車
コンタークト5は、ロシア・ベラルーシ・ウクライナ各陸軍の戦車を中心に採用されている。T-90の様にロシアから海外に輸出された戦車にも装備されている。
 ロシア/ ウクライナ
- T-64
- T-80

 ロシア
- T-72
- T-90

 ウクライナ
- T-84

 セルビア
- M-2001

 中国
- 90-II式戦車

1. ↑  『PANZER T-72の再評価』アルゴノート、2019年4月27日、60頁。